# Landtagswahlkreis Hochsauerlandkreis III – Siegen-Wittgenstein I
Der Landtagswahlkreis Hochsauerlandkreis III – Siegen-Wittgenstein I war ein Landtagswahlkreis in Nordrhein-Westfalen. Er umfasste vom Hochsauerlandkreis die Gemeinden Eslohe, Meschede und Schmallenberg sowie vom Kreis Siegen-Wittgenstein die Gemeinden Bad Berleburg, Bad Laasphe und Erndtebrück. Dies entsprach weitestgehend den ehemaligen Kreisen Meschede und Wittgenstein, welche bereits vor der Neueinteilung 1980 einen Wahlkreis bildeten.
Zur Landtagswahl 2005 wurde der Wahlkreis aufgelöst. Meschede gehört heute zum Wahlkreis Hochsauerlandkreis II, Eslohe und Schmallenberg zu Hochsauerlandkreis I. Die Wittgensteiner Gemeinden gehören nunmehr zum Landtagswahlkreis Siegen-Wittgenstein II.
Das Direktmandat wurde stets von einem Kandidaten der CDU gewonnen.

## Wahlkreissieger
| Jahr | Wahlkreisname                                      | Direktmandat          |
| ---- | -------------------------------------------------- | --------------------- |
| 1947 | 130 Meschede – Wittgenstein                        | Paul Steup            |
| 1950 | 130 Meschede – Wittgenstein                        | Artur Sträter         |
| 1954 | 130 Meschede – Wittgenstein                        | Artur Sträter         |
| 1958 | 130 Meschede – Wittgenstein                        | Engelbert Dick        |
| 1962 | 130 Meschede – Wittgenstein                        | Albert Falke          |
| 1966 | 133 Meschede – Wittgenstein                        | Albert Falke          |
| 1970 | 133 Meschede – Wittgenstein                        | Albert Falke          |
| 1975 | 133 Meschede – Wittgenstein                        | Albert Falke          |
| 1980 | 144 Hochsauerlandkreis III – Siegen I              | Karl Knipschild       |
| 1985 | 144 Hochsauerlandkreis III – Siegen-Wittgenstein I | Karl Knipschild       |
| 1990 | 144 Hochsauerlandkreis III – Siegen-Wittgenstein I | Karl Knipschild       |
| 1995 | 144 Hochsauerlandkreis III – Siegen-Wittgenstein I | Monika Brunert-Jetter |
| 2000 | 144 Hochsauerlandkreis III – Siegen-Wittgenstein I | Monika Brunert-Jetter |